# Larmor-Baden
Larmor-Baden é uma comuna francesa na região administrativa da Bretanha, no departamento Morbihan. Estende-se por uma área de 3,92 km². Em 2010 a comuna tinha 896 habitantes (densidade: 228,6 hab./km²).